# Remember That
Remember That è un singolo della cantante statunitense Jessica Simpson, pubblicato nel 2008 ed estratto dall'album Do You Know.
Il brano è stato scritto da Rachel Proctor e Victoria Banks.

## Tracce
- Download digitale

1. Remember That – 3:44